# Phytophthora ramorum
Phytophthora ramorum Werres, De Cock & Man in 't Veld – gatunek organizmów należący do grzybopodobnych lęgniowców. Organizm mikroskopijny, pasożyt atakujący liczne gatunki roślin i wywołujący u nich chorobę zwaną fytoftorozą.

## Systematyka i nazewnictwo
Pozycja w klasyfikacji według Index Fungorum: Phytophthora, Peronosporaceae, Peronosporales, Peronosporidae, Peronosporea, Incertae sedis, Oomycota, Chromista.
Jest to niedawno opisany gatunek. Po raz pierwszy uszkodzenia spowodowane przez ten gatunek na różanecznikach w Europie opisali w1997 r. Werres & Marwitz. Były podobne do objawów powodowanych przez Phytophthora syringae, ale morfologia tych patogenów różniła się. W 2001 r. Werres i współpracownicy zdiagnozowali go jako nowy gatunek.

## Morfologia
Można hodować go na różnych pożywkach. Tworzy na nich rozetkowatą, wolno rosnącą kolonię. W temperaturze 20 °C przyrasta ona  2,5–3,5 mm/dobę, a jej strzępki gęsto ścielą się na podłożu lub wyrastają ponad powierzchnię. Zoosporangia wyrastają sympodialnie na  długich sporangioforach. Tworzą się pojedynczo, lub w grupach po 2–12. Zazwyczaj są elipsoidalne, mają zaokrągloną podstawę, lekko zaostrzone lub owalne końce i są siedzące, lub posiadają krótki trzonek. Mają wymiary 45,6–65,0 × 21,2–28,3 µm.
Licznie tworzy chlamydospory i to na różnych pożywkach. Są kuliste, cienkościenne, tworzą się na końcu, boku lub pomiędzy strzępkami. Mają średnicę 46,4–60,1 µm.
Jest heterotaliczny. Kuliste i gładkie lęgnie powstają na szczycie strzępek. Mają średnicę  27,2–631,4 µm. Plemnie są okołolęgniowe, o kształcie od kulistego do beczułkowatego i wymiarach 12–22 x 15–18 µm.

## Występowanie
W USA wywołał gwałtowną fytoftorozę nazwaną nagłym zamieraniem dębów. W ciągu dwóch lat od pojawienia się objawów choroba ta powodowała obumieranie całych drzew. W ciągu 10 lat choroba rozprzestrzeniła się wzdłuż wybrzeża USA i Kanady na długości około 1200 km. Stwierdzono, że patogen ten powoduje fuzariozy także u wielu innych gatunków drzew, zarówno liściastych, jak i iglastych. W Europie powoduje fytoftorozę różaneczników zwaną zarazą wierzchołków pędów różanecznika. Później zaobserwowano, że sporadycznie wywołuje on także nekrozę podstawy pędu kaliny. W 2003 r. w Europie stwierdzono występowanie patogenu na dwóch amerykańskich gatunkach dębów: Quercus palcata i dąb czerwony. W Anglii stwierdzono, że porażał takie gatunki roślin, jak buk zwyczajny, dąb ostrolistny, dąb burgundzki, kasztanowiec zwyczajny i kasztan jadalny. Wywołuje u nich chorobę zwaną fytoftorozą drzew. Później opisano występowanie P. ramorum jeszcze na innych gatunkach roślin. U borówki brusznicy wywołuje chorobę o nazwie zaraza pędów borówki brusznicy, u pierisa zarazę pędów pierisa. Atakuje także lilaki, kalmie, kamelie, kiścienie, daglezję zieloną, sekwoję wieczniezieloną, cisa pospolitego oraz borówkę czarną.